# جلان ويلكينسون
جلان ويلكينسون (بالإنجليزية: Glen Wilkinson)‏ هو لاعب سنوكر أسترالي، ولد في 4 يوليو 1959 في أستراليا.

## روابط خارجية
- جلان ويلكنسون على موقع CueTracker.net (الإنجليزية)